# Tyril (Gjógv)
Tyril è una montagna alta 535 metri sul mare situata sull'isola di Eysturoy, nell'arcipelago delle Isole Fær Øer, in Danimarca.